# Ochyra nana
Ochyra nana är en skalbaggsart som beskrevs av Max Poll 1892. Ochyra nana ingår i släktet Ochyra och familjen långhorningar. Inga underarter finns listade i Catalogue of Life.